# 정글 (음악)
정글(Jungle) 또는 올드스쿨 정글(Oldschool jungle)은 전자 음악의 장르 중 하나이다. 1990년대 초 영국에서 시작되었다. 빠른 템포(150~170 bpm), 레게에서 파생된 상대적으로 느리고 감성적인 베이스라인과 브레이크비트의 특징을 가지고 있다. 1990년대 말에 드럼 앤드 베이스가 정글로부터 분리됐지만 혼용하여 가리키는 경우가 있다.

## 들어보기
Origin Unknown - Truly One - 유튜브
DJ Aphrodite / Amazon II - Deep In The Jungle (1994) - 유튜브